# Émile Bravo
Émile Bravo   (París, 18 de setembre de 1964) és un il·lustrador de llibres infantils, guionista i dibuixant de còmics francès, nascut el 18 de setembre de 1964 a París, fill d’un refugiat català de la Guerra Civil espanyola []. Vinculat a la línia clara, és un dels representants del que hom anomena nouvelle bande dessinée.

## Biografia
Es va iniciar en el còmic signant els dibuixos de dos one-shots: Fighters (1988), que transcorre durant la Segona Guerra Mundial, i Ivoire (1990), amb guió de Jean Regnaud. A l'any 1992, Bravo va traslladar-se a l'estudi Nawak amb els seus companys Lewis Trondheim, Joann Sfar, David B. i Christophe Blain. Entre 1993 i 1997, va dissenyar una trilogia amb el seu amic Jean Regnaud, centrada en les desventures d'un jove soldat rus, Aleksis Strogonov. Els tres volums són una mostra d'humor corrosiu d'un període històric molt convuls (la Rússia de la revolució bolxevic, l'Alemanya de la República de Weimar i la regió dels Balcans amb les seves lluites internes.[]
L'any 1995, va ser un dels fundadors de l'Atelier des Vosges amb la majoria dels autors de l'estudi Nawak però també amb Frédéric Boilet, Marjane Satrapi i Marc Boutavant.
L'any 1999, va començar en solitari la sèrie Les Épatantes Aventures de Jules. El seu èxit va fer que treies un segon volum (premi René-Goscinny ), publicant un total de sis volums de forma discontinua fins al 2011. Jules és un bon jan de dotze anys amb problemes existencials []. Viu en un poble de França amb el brètol del seu germà Romeo, i uns pares que no s'adonen que el seu fill viu aventures increïbles, potser de forma inconscient, cosa que es desvela al llarg de les histories. A la vida de Jules hi ha també el seu amic Joris, i una xicota anglesa, Janet Wilkins.

#### L'Spirou d'Emile Bravo
El 2008, Émile Bravo va retre homenatge al clàssic del còmic francobelga signant el quart volum de la col·lecció Une aventure de Spirou et Fantasio de.... titulat Le Journal d'un ingénu. L'Àlbum era una preqüela que imaginava els orígens de l'amistat entre Espiru i Fantàstic després de setanta anys de la seva primera aparició. Va ser un gran èxit de crítica i comercial, i Bravo va rebre el premi dels llibreters de còmics 2008, el premi “Essentiel” del Festival d'Angulema 2009, i el premi Saint Michel, entre d'altres. Finalment, va ser convidat d'honor al festival BD de Bastia l'any 2009, amb una gran exposició monogràfica [].
A continuació treballa en un projecte que l'ocupà fins al 2022: una seqüela de Le Journal d'un ingénu, que aquesta vegada submergeix al personatge en la Segona Guerra Mundial. El formen quatre volums amb el títol genèric de Spirou ou l'esperance malgre tout. El primer subtitulat Un Mauvais Départ (Un mal començament), va sortir al 2018, després d'una publicació prèvia al Journal de Spirou. L'àlbum va ser guardonat amb el premi internacional a la Fira del Llibre Infantil de Bolonya, categoria Còmics. La segona part, Un peu plus loin vers l'horreur (Una mica més enllà de l'horror) apareix el 2019. El tercer titulat Un départ vers la fin (Una sortida cap al final) apareix el 2021 i el darrer, Une fin et un nouveau départ (Un final i un nou començament) a l'any 2022.[]

## Àlbums
- Aleksis Strogonov, Dargaud / Ponent Mon

1. Bielo (1993)
2. Kino (1995)
3. Tamo (1998)

- Une épatante aventure de Jules, Dargaud / Ponent Mon

1. L'imparfait du futur (1999)
2. La réplique inattendue (2001)
3. Presque enterrés (2002)
4. Un départ précipité (2003)
5. La question du père (2006)
6. Un plan sur la comète (2011)

- Una aventura de Spirou i Fantasio de.... Dupuis / Dibbuks

1. Spirou, le journal d'un ingénu, 2008
2. Spirou, l'espoir malgré tout (Part 1: Un Mauvais Départ), 2018
3. Spirou, l'espoir malgré tout (Part 2: Un peu plus loin vers l'horreur) 2019
4. Spirou, l'espoir malgré tout (Part 3: Un départ vers la fin) 2021
5. Spirou, l'espoir malgré tout (Part 4: Une fin et un nouveau départ) 2022

## Il·lustrador de llibres infantils
- Les Sept ours nains (serie de contes) publicat per Le Seuil Jeunesse.
- Ma maman est en Amérique, elle a rencontré Buffalo Bill (2019) Gallimard (Jeunesse).
- Le Club des babysitters d'Ann M. Martin. Gallimard (Jeunesse).